# Another
《Another》（日語：アナザー）是日本推理作家綾辻行人所著的长篇小说。在杂志《野性時代》（角川書店）2006年8月号至2009年5月号連載。單行本於2009年10月29日發售。並被改编成漫画、电视动画与真人電影。外传《Another episode S》於2013年7月出版。续篇《Another 2001》于2020年9月出版。小说的简体中文版以《替身》为标题。

## 故事簡介
转学到夜见山北中学的榊原恒一对班级古怪的气氛感到很不舒服。她被美少女见崎鸣所吸引，试图与她接触，但谜团却越来越深。与此同时，班长樱木由佳里却惨死了。

### 三年三班的「災厄」
1973年開始，3年3班成員（學生和老師）及其有緊密關係的人不停死亡的現象。每月因災厄而死的人，最少一名。受災厄影響的除了當年3年3班學生外，包括班主任、學生們二等以內的親屬（如父母、兄弟姊妹、祖父母等等）。「災厄」令3年3班成為離死亡很近的班級。死因有很多，並且是隨時發生且難以預料的。不過離開夜見山市就可大大減低死亡的可能性，如果死因發生在夜見山市內，那麼無論當事人在市內或市外都會死亡。「災厄」不是每年都發生，有「災厄」出現的一年被稱為「有事的一年」。如果3年3班缺少一副桌椅的話，那麼那一年很可能就是「有事的一年」。据说成因为26年前，即1972年，3年3班一位高人氣的學生夜見山岬（Yomiyama Misaki）意外身亡，當時班上的老師及同學都不願接受他的死亡，於是假裝其仍然在世，畢業典禮上還特意為他準備座位，之後在畢業照上竟然出現已身亡的夜見山岬，亦算是三年三班「災厄」的起因人物。
過往因災厄而死的人称为「死者」。有的一年中一名「死者」会不知不覺混入班中，就算當屆3年3班成員得知「死者」以前已死亡，也會因「死者」「復活」而失去有關的記憶。「死者」一定是3年3班的成員（同学或老师），本身會懼怕災厄，也不知道自己是「死者」。假若「死者」被杀死，事件中的人們記憶和有關紀錄會被合理的修改；倘若「死者」未能被殺，畢業後會回歸死亡。

## 出版書籍

### Another
日本
- 单行本版

封面由遠田志帆绘制。
角川书店出版，2009年10月30日，ISBN 978-4-04-874003-6
- 文库版

封面与单行本版相似。
角川书店（角川文库）出版，2011年11月25日，ISBN 978-4-04-100001-4（上册）/ISBN 978-4-04-100000-7（下册）
- Sneaker文库版

由伊东杂音负责封面与小说内插图的绘制。
角川书店（角川Sneaker文库）出版，2012年3月1日，ISBN 978-4-04-100142-4（上册）/ISBN 978-4-04-100141-7（下册）
 臺灣
- 单行本版

皇冠文化出版有限公司出版，婁美蓮译，2011年12月30日，ISBN 978-957-33-2865-0
 中国大陆（标题为《替身》）
- 单行本（平装）

人民文学出版社出版，九久读书人发行，成洁译，2012年3月，ISBN 978-7-02-008964-2
- 单行本（精装）

上海文艺出版社出版，九久读书人发行，成洁译，2013年9月，ISBN 978-7-5321-4976-6

### Another エピソード S
日本
- 单行本版

封面由遠田志帆绘制。
角川书店出版，2013年7月31日，ISBN 978-4-04-110498-9
- 轻装版

角川书店出版，2014年12月22日，ISBN 978-4-04-102101-0
- 文库版

封面由遠田志帆绘制。
角川书店（角川文库）出版，2016年6月18日，ISBN 978-4-04-104127-7
 臺灣（标题为《Another episode S》）
- 单行本版

皇冠文化出版有限公司出版，黃鴻硯译，2014年12月24日，ISBN 978-957-33-3124-7
 中国大陆（标题为《替身 S》）
单行本（平装）
人民文学出版社出版，九久读书人发行，成洁译，2012年3月，ISBN 978-7-02-008964-2
单行本（精装）
上海文艺出版社出版，九久读书人发行，成洁译，2013年9月，ISBN 978-7-5321-4976-6

### Another 2001
日本
- 单行本版

封面由遠田志帆绘制。
角川书店，2020年9月30日，ISBN 978-404-10-9203-3
 臺灣
- 单行本版

皇冠文化出版有限公司出版，涂紋凰译，2021年11月29日，ISBN 978-957-33-3821-5

## 漫畫
綾辻行人（原作）、清原紘（漫画）單行本全4卷。另外描述主要角色怜子的番外篇《Another 0》在《YOUNG ACE》2012年2月號至3月號連載，並與原創動畫DVD一同綑綁發售。
| 卷數 | 角川書店       | 角川書店               | 台灣角川       | 台灣角川               |
| 卷數 | 發售日期       | ISBN                   | 發售日期       | ISBN                   |
| ---- | -------------- | ---------------------- | -------------- | ---------------------- |
| 1    | 2010年10月4日  | ISBN 978-4-04-715534-3 | 2011年11月29日 | ISBN 978-986-287-457-8 |
| 2    | 2011年3月4日   | ISBN 978-4-04-715628-9 | 2011年12月17日 | ISBN 978-986-287-507-0 |
| 3    | 2011年9月3日   | ISBN 978-4-04-715772-9 | 2012年3月21日  | ISBN 978-986-287-619-0 |
| 4    | 2011年12月29日 | ISBN 978-4-04-120044-5 | 2012年5月23日  | ISBN 978-986-287-733-3 |

Another 第0卷（番外篇）
- 2012年5月26日發售、ISBN 978-4-04-900816-6

## 电视动画
本作品改编的电视动画由P.A.Works制作，于2012年1月9日开始播出。

### 制作人员[11]
- 原作：綾辻行人《Another》（角川書店刊載）
- 角色原案：伊東雜音
- 監督：水島努
- 系列構成、劇本：檜垣亮
- 角色設计、總作画監督：石井百合子
- 色彩設計：井上佳津枝
- 美術監督：平柳悟
- 3D 監督：山崎嘉雄
- 特殊効果：村上正博
- 剪接：高橋步
- 音響監督：岩浪美和
- 音乐：大谷幸
- 音樂製作人：伊藤善之、齋藤滋
- 音樂 A&R：木皿陽平
- 音乐制作：Lantis
- 生產製作人：相馬紹二
- 动画制作：P.A.Works
- 執行製作人：井上伸一郎
- 製作人：安田猛、松木、福田順、熊谷宜和、堀川憲司、井上俊次、篠崎文彦、青木繪理子、室伏泰伸、金定祐一郎、石川亞美、川島誠一
- 發行人：菊池剛、武智恒雄、阿佐美弘恭、菊池宣廣、木場正博、上阪直也、藤岡淳、梶野元延、福原直樹、石橋隆文
- 企劃：安田猛、堀川憲司
- 製作：「Another」製作委員会

### 聲優[12]
- 榊原恒一：阿部敦
- 見崎鳴：高森奈津美
- 赤泽泉美：米泽圆
- 敕使河原直哉：前野智昭
- 望月优矢：山本和臣
- 樱木由佳里：野中蓝
- 子：榊原奈绪子
- 千曳辰治：平田广明
- 久保寺：三戶耕三
- 三神：宫牧美沙代
- 风见智彦：市来光弘
- 杉浦多佳子：福圓美里
- 中尾順太：河西健吾
- 水野早苗：吉田圣子

### 主题歌
- 片头曲《兇夢傳染》

主唱：ALI PROJECT，作詞：寶野亞莉華，作曲、編曲：片倉三起也
- 片尾曲《anamnesis》

作詞、主唱：Annabel，作曲、編曲：myu

### 角色歌
| TV アニメ Another キャラクターソングアルバム Songs party＜歌宴＞[DVD 付] | TV アニメ Another キャラクターソングアルバム Songs party＜歌宴＞[DVD 付] | TV アニメ Another キャラクターソングアルバム Songs party＜歌宴＞[DVD 付] | TV アニメ Another キャラクターソングアルバム Songs party＜歌宴＞[DVD 付] | TV アニメ Another キャラクターソングアルバム Songs party＜歌宴＞[DVD 付] | TV アニメ Another キャラクターソングアルバム Songs party＜歌宴＞[DVD 付] |
| 曲序                                                                     | 曲目                                                                     |                                                                          | 作曲                                                                     | 编曲                                                                     | 歌手                                                                     |
| ------------------------------------------------------------------------ | ------------------------------------------------------------------------ | ------------------------------------------------------------------------ | ------------------------------------------------------------------------ | ------------------------------------------------------------------------ | ------------------------------------------------------------------------ |
| 1.                                                                       | しずかに                                                                 | 畑 亜貴                                                                  | 伊藤真澄                                                                 | 菊谷知樹                                                                 | 見崎 鳴（CV：高森奈津美）                                                |
| 2.                                                                       | 虹彩                                                                     | 松井洋平                                                                 | shilo                                                                    | 田辺恵二                                                                 | 榊原恒一（CV：阿部敦）                                                   |
| 3.                                                                       | Responsibility Response                                                  | 松井洋平                                                                 | Adoriano Spinesi                                                         | Adoriano Spinesi                                                         | 赤沢泉美（CV：米澤円）                                                   |
| 4.                                                                       | Treasures！                                                              | 松井洋平                                                                 | 谷島俊                                                                   | 谷島俊                                                                   | 勅使河原直哉（CV：前野智昭）                                             |
| 5.                                                                       | HOP STEP HOT！                                                           | 松井洋平                                                                 | 三浦誠司                                                                 | 三浦誠司                                                                 | 桜木ゆかり（CV：野中藍）                                                 |
| 6.                                                                       | 世界の叫びを聴いたことありますか？                                       | 松井洋平                                                                 | 福富雅之                                                                 | 福富雅之                                                                 | 望月優矢（CV：山本和臣）                                                 |

### 各話列表
每話英語標題顯示一個人偶的製作過程，而日文標題則為歸納該集內容的兩字詞語。
| 話數                | 原文標題            | 中文標題 | 分鏡       | 演出       | 作畫監督                                           | 上映时间   |
| ------------------- | ------------------- | -------- | ---------- | ---------- | -------------------------------------------------- | ---------- |
| #00 （漫畫附贈OVA） | The Other --        | 因果     | 吉原正行   | 許琮       | 大東百合惠 川面恒介 皆川一德 宮川智惠子 石井百合子 | 未於TV放送 |
| #01                 | Rough sketch --     | 素描     | 水島努     | 水島努     | 石井百合子 皆川一德                                | 2012-01-09 |
| #02                 | Blueprint --        | 思惑     | 畑博之     | 畑博之     | 宮川智惠子                                         | 2012-01-16 |
| #03                 | Bone work --        | 骨架     | 日色如夏   | 日色如夏   | 吉田優子                                           | 2012-01-23 |
| #04                 | Put flesh --        | 輪廓     | 吉原正行   | 倉川英揚   | 大東百合惠                                         | 2012-01-30 |
| #05                 | Build limbs --      | 擴散     | 吉原正行   | 許琮       | 小島明日香                                         | 2012-02-06 |
| #06                 | Face to face --     | 兩人     | 室井富美江 | 室井富美江 | 川面恒介                                           | 2012-02-13 |
| #07                 | Sphere joint --     | 變調     | 岩崎太郎   | 岩崎太郎   | 谷口淳一郎                                         | 2012-02-20 |
| #08                 | Hair stand --       | 天藍     | 篠原俊哉   | 篠原俊哉   | 伊藤依織子                                         | 2012-02-27 |
| #09                 | Body paint --       | 連鎖     | 畑博之     | 畑博之     | 皆川一德 天崎まなむ                                | 2012-03-05 |
| #10                 | Glass eye --        | 漆黑     | 日色如夏   | 日色如夏   | 小島明日香                                         | 2012-03-12 |
| #11                 | Makeup --           | 慘劇     | 小倉陳利   | 安齋剛文   | 皆川一德 伊藤依織子 川面恒介 大東百合繪 宮川智惠子 | 2012-03-19 |
| #12                 | Stand by oneself -- | 死者     | 水島努     | 水島努     | 石井百合子 伊藤依織子 吉田優子                     | 2012-03-26 |

### 播放电视台
| 播放地區 | 播放電視台     | 播放日期                        | 播放時間                         | 所屬聯播網 | 備註               |
| -------- | -------------- | ------------------------------- | -------------------------------- | ---------- | ------------------ |
| 富山县   | 北日本放送     | 2012 年 1 月 9 日 - 3 月 26 日  | 星期一 25 時 35 分 - 26 時 05 分 | 日本電視系 | P.A.WORKS 的所在地 |
| 京都府   | 京都放送       | 2012 年 1 月 10 日 - 3 月 27 日 | 星期二 25 時 00 分 - 25 時 30 分 | 独立UHF局  |                    |
| 埼玉县   | 埼玉電視台     | 2012 年 1 月 10 日 - 3 月 27 日 | 星期二 25 時 05 分 - 25 時 35 分 | 独立UHF局  |                    |
| 神奈川县 | 神奈川電視台   | 2012 年 1 月 11 日 - 3 月 28 日 | 星期三 25 時 45 分 - 26 時 15 分 | 独立UHF局  |                    |
| 東京都   | 東京都會電視台 | 2012 年 1 月 11 日 - 3 月 28 日 | 星期三 26 時 00 分 - 26 時 30 分 | 独立UHF局  |                    |
| 福岡县   | TVQ九州放送    | 2012 年 1 月 11 日 - 3 月 28 日 | 星期三 26 時 48 分 - 27 時 13 分 | 東京電視網 |                    |
| 岐阜县   | 岐阜放送       | 2012 年 1 月 12 日 - 3 月 29 日 | 星期四 25 時 45 分 - 26 時 15 分 | 独立UHF局  |                    |
| 兵庫县   | SUN電視台      | 2012 年 1 月 12 日 - 3 月 29 日 | 星期四 26 時 05 分 - 26 時 35 分 | 独立UHF局  |                    |
| 三重县   | 三重電視台     | 2012 年 1 月 12 日 - 3 月 29 日 | 星期四 26 時 50 分 - 27 時 20 分 | 独立UHF局  |                    |
| 千葉县   | 千葉電視台     | 2012 年 1 月 13 日 - 3 月 30 日 | 星期五 25 時 30 分 - 26 時 00 分 | 独立UHF局  |                    |
| 日本全國 | AT-X           | 2012 年 10 月 11 日 -           | 星期四 22 時 30 分 - 23 時 00 分 | 衛星電視   | 有重播             |

## 电影
改編自本作之同名電影于2012年8月4日上映，主演是山崎賢人和橋本愛。